# Carlos Fortes
Carlos Fortes (Rotterdam, 27 april 1974) is een voormalig Nederlands profvoetballer die speelde voor Sparta Rotterdam en Vitesse.
Fortes debuteerde als 19-jarige op 31 mei 1993 voor het eerste van Sparta Rotterdam in de thuiswedstrijd tegen Roda JC. De aanvaller speelde zich in de volgende seizoenen langzamerhand in de basis. In de seizoenen 1995/96 en 1996/97 imponeerde Fortes bij Sparta Rotterdam, wat resulteerde in een transfer naar Vitesse, waar hij herenigd werd met oud-trainer Henk ten Cate.
Al snel raakte Fortes bij Vitesse zwaar geblesseerd, waarna hij nooit meer zijn oude niveau haalde. In de UEFA Cup-wedstrijd tegen Sporting Braga op 30 september 1997 brak Fortes zijn been na een aanslag van een Braga-verdediger. Hierdoor bleef Fortes bijna anderhalf jaar uit de roulatie. Doordat hij bleef doorsukkelen met fysieke problemen en hij veel concurrentie voor zijn positie had werd zijn contract in 2002 niet verlengd.
Fortes keerde het seizoen erop terug naar het oude nest Sparta Rotterdam, die inmiddels voor het eerst in haar historie gedegradeerd was naar de Eerste divisie. Echter, ook hier speelde Fortes' fysieke ongesteldheid een overheersende rol, wat hem uiteindelijk deed besluiten om in 2003 als 29-jarige zijn carrière als profvoetballer te beëindigen.
Hij is inmiddels koerier en woont in Schiedam.

## Clubstatistieken
| seizoen | club             | competitie     | duels | goals |
| ------- | ---------------- | -------------- | ----- | ----- |
| 1992/93 | Sparta Rotterdam | Eredivisie     | 1     | 0     |
| 1993/94 | Sparta Rotterdam | Eredivisie     | 11    | 2     |
| 1994/95 | Sparta Rotterdam | Eredivisie     | 23    | 1     |
| 1995/96 | Sparta Rotterdam | Eredivisie     | 33    | 5     |
| 1996/97 | Sparta Rotterdam | Eredivisie     | 34    | 1     |
| 1997/98 | Vitesse          | Eredivisie     | 8     | 0     |
| 1998/99 | Vitesse          | Eredivisie     | 11    | 0     |
| 1999/00 | Vitesse          | Eredivisie     | 14    | 0     |
| 2000/01 | Vitesse          | Eredivisie     | 21    | 0     |
| 2001/02 | Vitesse          | Eredivisie     | 12    | 0     |
| 2002/03 | Sparta Rotterdam | Eerste divisie | 18    | 0     |